# Le Roman de Georgette (téléfilm)
Pour les articles homonymes, voir Le Roman de Georgette.
Pour plus de détails, voir Fiche technique et Distribution.
Le Roman de Georgette est un téléfilm français réalisé par Alain Robillard et diffusée le 19 janvier 2005 sur France 2.
Adaptation libre du Roman de Georgette, un roman de Corinne Bouvet de Maisonneuve paru en 1998.

## Synopsis
Georgette, qui travaille comme femme de ménage dans les avions, a deux passions : l'opéra et les jeux-concours. Le jour de ses 40 ans, elle gagne un voyage à La Réunion. Georgette, qui n'est jamais montée dans un avion que pour y faire le ménage, est très enthousiaste. Son voyage lui réserve bien vite une bonne surprise : dans l'appareil, elle est assise à côté du célèbre pianiste Tancrède Ferté-Laroche. À l'arrivée, Georgette découvre avec joie qu'ils logent dans le même hôtel. Sur place, Ferté-Laroche donne un concert au cours duquel il doit quitter la salle, victime d'un accident cérébral qui lui paralyse la main. Mélomane, Georgette décide de trouver un vieux sorcier qui guérira le pianiste. Elle emmène donc Ferté-Laroche à travers la jungle.

## Fiche technique
- Date de sortie : 19 janvier 2005
- Réalisateur :Alain Robillard
- Scénariste : Alain Robillard et Pierre Uytterhoeven
- Société de production : France 2
- Productrice : Michelle Podroznik
- Montage : Frédéric Viger
- Costumes : Mahadevi Apavou
- Musique : Jean-Pierre Mas
- Photo : Philippe Van Leeuw
- Langue : Française
- Genre : Comédie
- Durée : 100 minutes

## Distribution
- Charlotte Kady : Georgette
- Bernard Yerlès : Tancrède Ferté-Laroche
- Vanille Attié : Lydie
- Lucien Jean-Baptiste : Philippe
- Pierre Mondy : le directeur du théâtre
- Fabien Béhar : Ramier
- Vincent Guillaud : Farge
- René Sida : le guérisseur
- Julie Enilorac : Maïa
- Brigitte Barilley : la concierge
- Guillaume Brillat : le chauffeur de taxi